# 2001년 2월
| 2001년: 1월 · 2월 · 3월 · 4월 · 5월 · 6월 · 7월 · 8월 · 9월 · 10월 · 11월 · 12월 |

| <          | 2001년 2월 | 2001년 2월 | 2001년 2월 | 2001년 2월 | 2001년 2월  | >          |
| 일         | 월         | 화         | 수         | 목         | 금          | 토         |
|            |            |            |            | 1 1.9 을미 | 2 10 병신   | 3 11 정유  |
| 4 12 무술  | 5 13 기해  | 6 14 경자  | 7 15 신축  | 8 16 임인  | 9 17 계묘   | 10 18 갑진 |
| 11 19 을사 | 12 20 병오 | 13 21 정미 | 14 22 무신 | 15 23 기유 | 16 24 경술  | 17 25 신해 |
| 18 26 임자 | 19 27 계축 | 20 28 갑인 | 21 29 을묘 | 22 30 병진 | 23 2.1 정사 | 24 2 무오  |
| 25 3 기미  | 26 4 경신  | 27 5 신유  | 28 6 임술  |            |             |            |

| 편집하기 |

## 2001년2월 6일
- 이스라엘에서 총리 선거가 실시되어 아리엘 샤론이 당선되다.